# Biofisicoquímica
La biofisicoquímica o química biofísica es una ciencia física que utiliza los conceptos de la física y la química física para el estudio de los sistemas biológicos. La característica más común de la investigación en esta disciplina es la búsqueda de explicaciones a los diversos fenómenos en los sistemas biológicos, en términos de las moléculas que componen los sistemas o las estructuras supramoleculares de estos sistemas.

Un ribosoma es una máquina molecular que utiliza dinámica proteómica a escala nanoscópica para traducir ARN en proteínas

## Técnicas
Los químicos biofísicos emplean diversas técnicas utilizadas en química física para investigar la estructura de los sistemas biológicos. Estas técnicas incluyen métodos espectroscópicos como la resonancia magnética nuclear (RMN) y la difracción de rayos X. Por ejemplo, el trabajo por el que se otorgó el Premio Nobel en 2009 a tres químicos se basó en estudios de difracción de rayos X de ribosomas. Algunas de las áreas en las que los químicos biofísicos se involucran son la estructura proteica y la estructura funcional de las membranas celulares. Por ejemplo, la acción enzimática puede explicarse en términos de la forma de una bolsa en la molécula de proteína que coincide con la forma de la molécula del sustrato o su modificación debido a la unión de un ion metálico. De manera similar, la estructura y función de las biomembranas puede entenderse a través del estudio de estructuras supramoleculares modelo como liposomas o vesículas de fosfolípidos de diferentes composiciones y tamaños.